# Лестница в небо (книга)
Лестница в небо (полн. Лестница в небо. Диалоги о власти, карьере и мировой элите) — книга, посвященная вопросам устройства власти, управления и поведению карьеристов, изданная в 2016 году под авторством Михаила Хазина и Сергея Щеглова.
В книге сформулирована теория властных группировок в качестве объединений людей, связанных отношениями подчинения и объединившихся для захвата тех или иных ресурсов.

## Содержание
Альберт Бикбов отметил, что авторы предоставили следующие базовые определения:
- Власть — это деятельность властных группировок по использованию ресурсов контролируемых ими организаций с целью захвата других, ещё больших ресурсов, а следовательно и ещё большей власти. Ресурсы — всё, что позволяет контролировать поведение людей. Это не только деньги и материальные ценности, но и привилегии, должности, информация (за исключением общедоступной), доступ к влиятельным людям и т. д. и т. п.
- Власть представляет собой поле боя между конкурирующими властными группировками. В большинстве случаев властные группировки строятся феодальным способом через средневековые понятия «вассал» (слуга) и «сюзерен» (хозяин).
- Властная группировка — группа людей, связанных отношением личной преданности, и действующая как единое целое (все добытые членами группы ресурсы поступают в распоряжение группировки).[3] С помощью подобной организации и взаимной поддержки властная группировка может задействовать против других людей и групп все свои ресурсы и возможности, что в большинстве случаев позволяет навязывать им свою волю.

Биков обратил внимание, что в книге были сформулированы следующие правила власти:
- Три общих правила
  - К власти рвутся бандой. Одиночки обречены[4].
  - Вассал моего вассала — не мой вассал. У каждого вассала только один сюзерен. Ему он и приносит вассальную присягу. У сюзерена может быть множество вассалов. Но вассалы вассалов — не его личные вассалы.
  - Омерта. «Молчание — золото». Любая утечка информации о вашей группировке может быть использована против вашей группировки. В молчании — сила.
- Три правила Власти для вассала
  - Одержимость. Вассал, как человек Власти, должен болеть Властью. Про сюзерена это даже не обсуждается. Тем и отличаются люди Власти от других людей.
  - Ничего личного. Внутри вассалов всегда есть конкуренция за отношение сюзерена. Никакой расслабленности даже среди своих.
  - Сюзерен моего сюзерена — не мой сюзерен. Отношения «через голову» сюзерена всегда должны быть под контролем сюзерена.
- Три правила Власти для сюзерена
  - Вассалы вкалывают за сюзерена, у которого основная работа — борьба за Власть.
  - Доверяй вассалам, но постоянно проверяй и провоцируй. Держи их постоянно в тонусе.
  - Короля играет свита. Чем больше у вас вассалов (и вассалов у ваших вассалов) и чем лучшие позиции в организации они занимают, тем сильнее ваша властная группировка.

В описываемой авторами теории власти играет ключевую роль понятие «ресурс», контроль над которым делает человека незаменимым над другими людьми. В это может входить право подписи, знание конфиденциальной информации, знакомство с нужными людьми, имущество и др. Например, если инвесторы звонят каждый час разработчикам по поводу «сделать кнопку зелёной», то это происходит потому, что команда контролирует нужный инвесторам ресурс, поэтому от команды кое-что зависит. Совокупность подобных понятий авторы объединяют под словом «ресурс» и на этом основании предлагают следующую основную формулу власти: власть → ресурс → власть. По данной формуле карьеристы для своего успеха занимаются увеличением контроля над ресурсами и тем самым повышают свой статус, который даёт возможность захватывать новые ресурсы.
В книге рассматривается две формы высшей Власти: феодальная (монархическая) и республиканская (олигархическая). Монархическая система может быть как наследственной, так и выборной, но для неё характерно то, что люди Власти организуются в рамках правила «должен быть главный и все должны его слушаться». В альтернативной форме (олигархической) преобладающими убеждениями людей власти является «подчиняюсь правилам, а не личностям». Если в монархической системе внимание сосредоточено на единственном верхновном сюзерене, то в олигархической имеется несколько властных группировок, действующих в рамках некоторого консенсуса. Для описанных форм в книге сформулированы соответствующие правила.
- Три правила высшей Власти при монархии[10]:
  - «Государство — это Он!»: статус любой властной группировки определяется исключительно расположением верховного сюзерена.
  - «Подобное тянется к подобному»: Монарх — человек, и для него характерны субъективные интересы и пристрастия, которые влияют на его выбор вассалов и фаворитов.
  - «Вовремя предать значит предвидеть»: Монархи не вечны, и людям Власти нужно иметь наготове запасные варианты, а в случае смены Власти переходить на сторону победителя.

- Три правила высшей Власти при олигархии[11]:
  - «Прислуги здесь не было»: власть распределена между сюзеренами высшего уровня, каждый из которых сам пользуется своими привилегиями и возможностью передачи власти. Гарантиями выступают традиции и ценности, которым следуют все олигархи.
  - «Объединяться со слабыми против сильного»: выше всего олигархи ценят свои привилегии, и понимают, что переход к монархии означает их утрату, и поэтому препятствуют любой централизации власти. Это реализуется через коалиции слабых против сильного.
  - «Как дело до петли доходит»: В случае угрозы существования самой олигархии в её состав «спасатели» допускаются вне конкурса, что является единственной возможностью попадания в элиту без изменения своих ценностей и убеждений.

## Сбор средств и выпуск
Книга издана издательством «Рипол-классик» в марте 2016 года и изначально её тираж составил 4000 экземпляров.

## Отзывы и оценки
По мнению журналиста издания «Деловой Петербург» Сергея Князева, в книге, позиционированной как научный труд, «многовато сплетен, анекдотов и прочих шуток юмора», а для популярного издания работа «слишком напичкана статистикой, датами, именами собственными, подробностями», и соответственно читателю приходится обращать внимание на ту часть, на которую он больше сориентирован. Само произведение обозреватель оценил как «полноценное социологическое исследование, с библиографией, с обширными сносками (порой в полстраницы), с подробным обзором важнейших сочинений».
Согласно обзору издания «Реальное время» от Альберта Бикбова, авторы книги в теме не первопроходцы по властной тематике, и обозреватель обратил внимание на то, что имеется большое количество ссылок вплоть до «древних времен». Среди всех из них Альберт выделил работы Макиавелли, Гоббса, Джона Локка, Вильфредо Парето и других. В то же время, критик заметил, что авторы провели работу и над материалами одного из западных учёных о современной теории власти, профессора Джеффри Пфеффера. Было отмечено, что издание отличительно тем, что до него практической и понятной литературы (исключая художественную) по описываемому вопросу на русском языке в последнее время не было. В конце рецензии было сказано, что книга «дельная» и является потенциальным российским бестселлером.
Писатель С. Н. Белкин в рецензии на книгу сообщил, что она подходит в том числе и для тех, кто не стремится во власть, но при этом будет интересна и принесёт пользу. Важным аспектом критик посчитал то, что книга заставляет взглянуть на «власть» по-другому, и понять, каким законам она подчиняется, из чего она состоит, и заставляет практичнее действовать в жизни. Белкин отметил, что книга помогла бы ему в молодости даже не для того, чтобы попасть во власть, а для решения вопросов самореализации и понимания «устройства и пружин социальной динамики».
В коллективной монографии «Историческая элитология: проблемы историографии и теории» в 2019 году было отмечено, что содержание книги внесло существенный вклад в элитологию. Прежде всего, авторы, несмотря на то, что они не являются академическими учеными, обосновали понятие властной группировки и такое важное обстоятельство, что «власть — это система, в которой не существует индивидуальных игроков». Важным вкладом стал проведенный анализ на основе множества исторических и современных примеров, который показал, что властные группировки строятся монархическим и олигархическим способами. Согласно авторам монографии, публикация ценна ещё тем, что её авторы провели тщательный анализ теорий и представлений о власти с Древнего Китая и до современности, и этот обзор завершён работой Дугласа Норта, Джона Уоллиса и Барри Вайнгаста «Насилие и социальные порядки» (вышедшей в 2009 году).
В рамках публикации Федина 2019 года информация из книги использовалась для оценки числа человек власти в России и количества людей, которые могли быть отнесены к правящей элите страны.